# Brand (Autriche)
Pour les articles homonymes, voir Brand.
Brand est une commune autrichienne du district de Bludenz dans le Vorarlberg, limitrophe de la Suisse tout le long de sa chaîne de montagnes et proche du Liechtenstein.

## Géographie
|         | Bürserberg               | Bludenz |
| Nenzing | Brand                    | Vandans |
|         | Seewis im Prättigau (CH) |         |

Brand est situé dans le Land (région) du Voralberg, plus précisément dans la vallée de Brandnertal, qui s'étend des montagnes du Rätikon jusqu'à Bludenz en passant par Bürserberg et Bürs, au nord-est.
A 60 km du chef lieu de la région - la ville de Bregenz - et du renommé Lac de Constance - l'un des plus grands d'Europe qui s'étend sur trois pays Allemagne, Autriche, Suisse - le village de Brand marque l'entrée dans les hautes alpes d'Autriche avec le sommet du Schesaplana ainsi que le Piz Buin (3 312m) à quelques kilomètres, sommet du Land. Le village se situe par ailleurs à 140 km du chef lieu du Tyrol, la célèbre ville d'Innsbrück, deuxième plus grande ville de l'intégralité des Alpes.
Le village est traversé par l'Alvier, qui sort du lac de Lün (Lünersee), et alimente la centrale hydro-électrique Lünerseewerk, à 992 m d'altitude. La majorité de sa surface est alpine ou boisée, et s'étend verticalement d'environ 1 950 m, à la limite avec Bürserberg, à 2 965 m au sommet du Schesaplana.
Initialement, le village de Brand était principalement connu pour sa station de sports d'hiver de Brandnertal. Toutefois, depuis plusieurs années Brand développe son attractivité et rayonnement l'été en proposant de nombreuses activités estivales : mountain bike, luge d'été, téléphériques, fêtes locales et animations ainsi que de multiples possibilités de treks et randonnées, grâce aux différents refuges et gîtes de montagnes ouverts à tous sur les hauteurs des montagnes de la vallée. Les télécabines permettant exclusivement l'été d'accéder à l'ensemble de la vallée, à l'instar du Lünerseebahn qui permet à chacun de profiter du Lac de Lün.